# Gunnar Hedlund (ekonom)

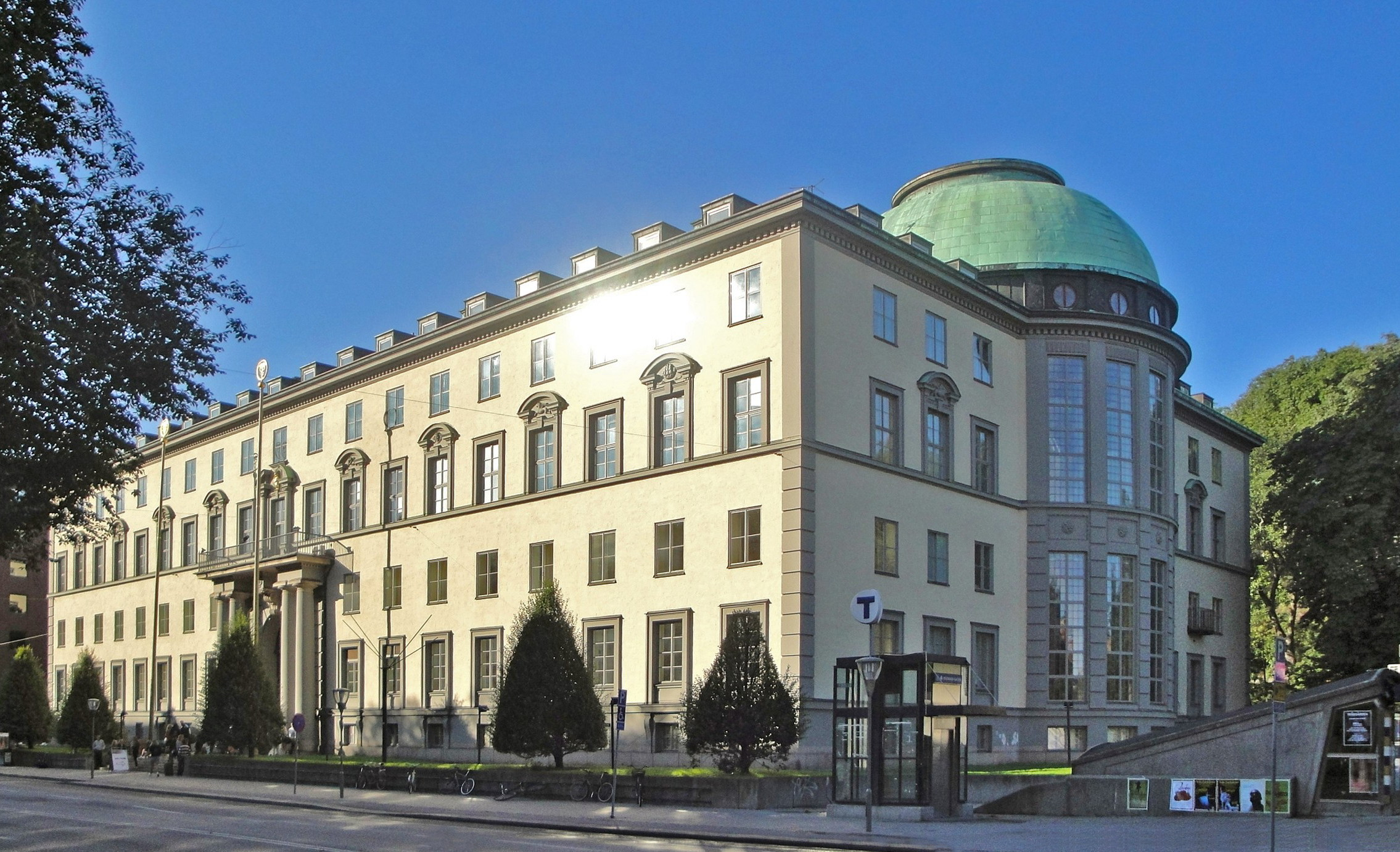
Gunnar Hedlund avlade ekonomexamen och doktorsexamen vid Handelshögskolan i Stockholm. Han var professor i företagsekonomi vid högskolan 1988–1997.

Hans Gunnar Hedlund, född 14 december 1949 i Skellefteå, död 18 april 1997 i Essinge församling, Stockholm, var en svensk ekonom och professor i företagsekonomi.

## Utbildning
Hedlund avlade ekonomexamen vid Handelshögskolan i Stockholm 1972 och erhöll titeln civilekonom. Han disputerade vid högskolan 1976 och erhöll titeln ekonomie doktor.

## Karriär
År 1975 grundades Institute of International Business (IIB) vid Handelshögskolan. IIB finansierades genom donationer från de ledande svenska industrialisterna Ruben Rausing, Tetra Paks grundare, och bröderna Marcus och Jacob Wallenberg. Hedlund anställdes vid institutet vid dess grundande 1975 och 1980 blev han dess direktör. Hedlund var under tio år chef för IIB och ledde institutet till en framstående position som ett av de mest erkända internationella affärsforskningsinstituten i världen.
Hedlund utnämndes senare till professor i företagsekonomi med särskild inriktning mot internationellt företagande 1988–1997 vid Handelshögskolan i Stockholm. Hedlund tog också en aktiv roll i utvecklingen av Handelshögskolan. Han deltog aktivt i att skapa två andra viktiga institutioner vid högskolan, The European Institute of Japanese Studies (EIJS) och Center for Advanced Studies in Leadership (CASL).
Han har publicerat ett flertal böcker och artiklar inom områdena internationell företagsverksamhet och organisationsteori. Hedlund hade en förmåga att gå över discipliner och öppna nya forskningsvägar. Hans två mest kända verk var "The hypermodern MNC—A heterarchy?" i Human Resource Management (1986), och "A model of knowledge management and the N‐form corporation" i Strategic Management Journal (1994), inom områdena organisationsteori och internationellt företagande.

## The Gunnar Hedlund Award
1997 instiftades The Gunnar Hedlund Award, ett av de främsta vetenskapliga priserna i världen för bästa doktorsavhandling om internationellt företagande, vid Handelshögskolan i Stockholm.
Ordföranden för prisets jury, professor Örjan Sölvell, har sagt: "Tanken bakom priset är att det ska fungera som ett verktyg för att stimulera doktorander runt om i världen inom området internationellt företagande, och även att fira professor Gunnar Hedlunds viktiga arbete inom detta fält". Priset instiftades samma år som professor Gunnar Hedlund avled.
Gunnar Hedlund är begravd på Norra begravningsplatsen utanför Stockholm.

## Tidslinje
- Ekonomexamen vid Handelshögskolan i Stockholm 1972, erhöll titeln civilekonom
- Doktorsexamen vid Handelshögskolan i Stockholm 1976, erhöll titeln ekonomie doktor
- Direktör för Institute of International Business 1980–1990
- Professor i företagsekonomi med särskild inriktning mot internationellt företagande vid Handelshögskolan i Stockholm 1988–1997
- The Gunnar Hedlund Award instiftas vid Institute of International Business 1997